# Kiabi
Kiabi é um grupo francês de distribuição prêt-à-porter criado em 1978 em Roncq por Patrick Mulliez. A Kiabi é uma das líderes do setor, atuando no setor de superlojas têxteis especializadas.
A Kiabi faz parte da Association Familiale Mulliez, a qual a Auchan pertence em particular. Seu conceito "Moda a preços baixos" é baseado em produtos acessíveis a toda a família.

## História
A Kiabi abriu sua primeira loja em Roncq (Norte, França) em 1978. É a primeira empresa a começar a vender roupas baratas · .
A empresa conta com 85 pontos de venda em 1997 para um faturamento de 4,2 bilhões de francos.
A empresa se expandiru para a Espanha em 1993, depois três anos depois para a Itália e enfim para a Rússia desde 2008.
A Kiabi Kids, marca dedicada à roupa de crianças de 0 a 16 anos, nasceu em 26 de novembro de 2014 em Angers e novas aberturas foram agendadas em outras cidades..
Nicolas Hennon, ex-diretor administrativo da Kiabi Itália, é o gerente geral do grupo Kiabi desde 8 de dezembro de 2014, substituindo Jean-Christophe Garbino.
Em maio de 2015, a Kiabi lançou o site SoaSoa.fr, um site dedicado à moda feminina plus size.
A Pepper, um robô humanoide programado para interagir com os consumidores, esteve presente a partir de 3 de setembro de 2016 para a Kiabi no shopping center Val d'Europe para atrair e entreter os clientes.
Em outubro de 2016, a Kiabi abriu sua primeira loja na Bélgica em um novo shopping center de Bruxelas, o Docks Bruxsel, após abrir sua loja online na Bélgica.

## Rotatividade
Em 2008, a Kiabi alcançou um faturamento de 752 milhões de euros. Em 2014, esse valor é de cerca de 1,558 bilhão de euros.

## Localizações

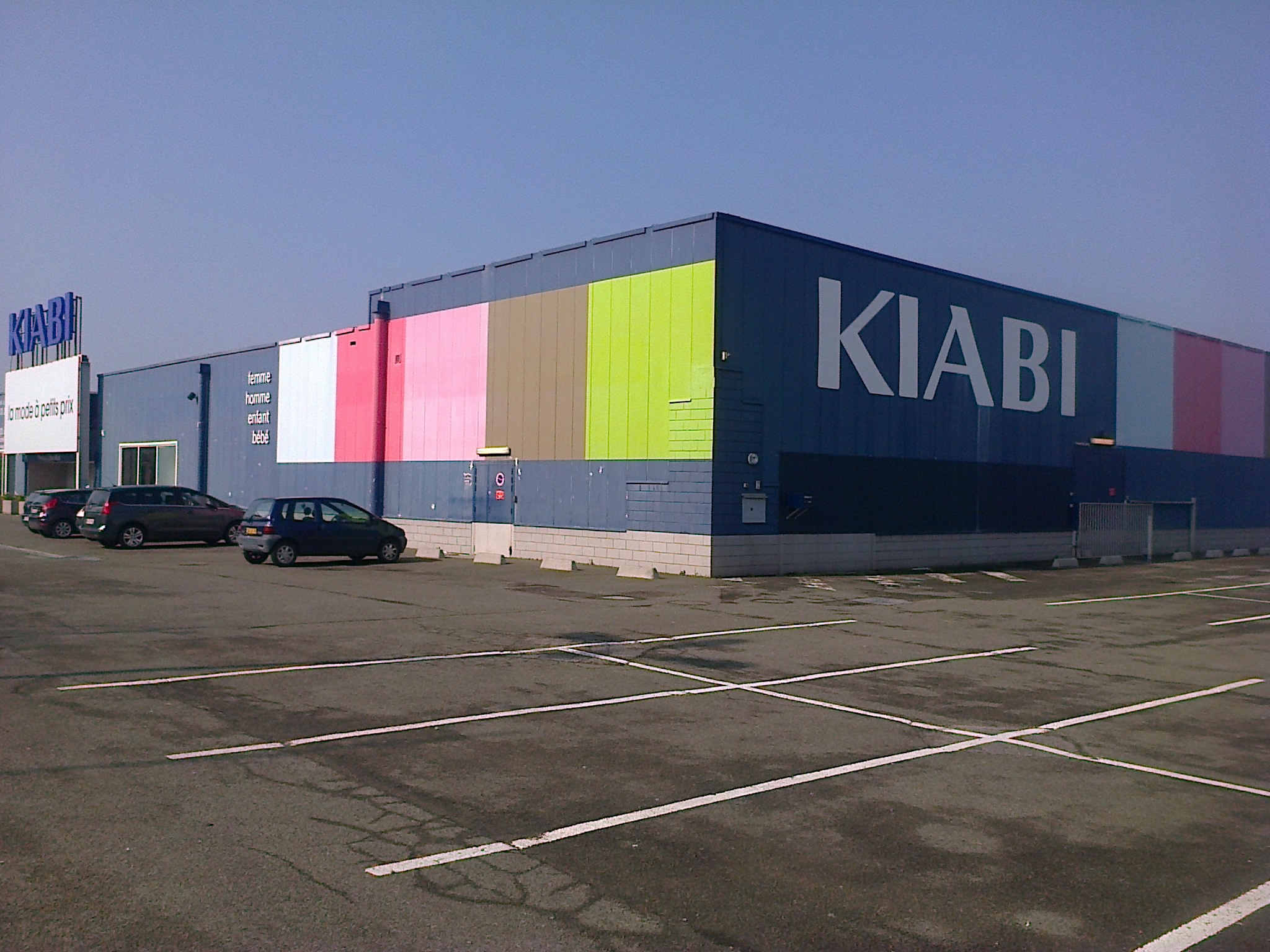
Kiabi Loja de Prazer.

Os primeiros pontos franqueados foram lançados em 2005. A Kiabi integra-se na sua rede em 2009, uma parte dos franchisados da rede Vêti (do grupo Os Mosqueteiros). As lojas Kiabi têm em média 1.300 m² e estão localizadas em shopping centers de aglomerações de grande e médio porte.
A Kiabi tem 500 lojas em todo o mundo em 2015, incluindo 356 na França, 54 na Espanha, 23 na Itália e 7 no Dom-Tom. Foi também estabelecida na Rússia com 9 lojas, em Marrocos 9 lojas, 4 em Portugal, 2 na Bélgica e 1 na Polónia.
Na quinta-feira, 12 de novembro de 2015, a Kiabi inaugura sua primeira loja na Tunísia, em Soukra, nos subúrbios do norte de Túnis. Alguns meses depois, outra loja abre no Bardo Hneya, outra foi inaugurada em 2017 em Géant, Tunis City. No total, sete lojas abrirão na Tunísia nos próximos cinco anos (cinco na Grande Tunísia, uma em Sfax e uma em Sousse).
Em outubro de 2016, a Kiabi iniciou a sua presença na Bélgica, abrindo uma primeira loja na capital, Bruxelas, no novo centro comercial Docks Bruxsel. O grupo francês pretende estabelecer uma presença de longo prazo no país através da abertura de várias lojas. O grupo pretende abrir 4 a 5 lojas na Bélgica em 2017. A segunda loja do grupo francês na Bélgica estará localizada em Charleroi e abriu suas portas em 9 de março de 2017.
Em dezembro de 2017, a Kiabi abre sua primeira loja no shopping de Bab Ezzouar D'alger.
Segundo o Valor Econômico, duas lojas serão abertas no Brasil em agosto e outubro de 2018.
Em Agosto de 2018 a Kiabi abriu sua primeira loja na America Latina, em São paulo. O plano ambicioso de abrir 40 lojas em 5 anos, esta seguindo, primeiro com a inauguração da loja Ibirapuera que fica localizada no shopping ibirapuera e logo em seguida abriu mais uma das 40 lojas, no shopping West Plaza. A Kiabi tem muitos planos no Brasil, torcemos para que dê certo.

## Estratégia gerencial
Em 2014, a Kiabi ficou em 13º lugar no ranking do Great Place To Work. O grupo implementou uma estratégia gerencial que possibilita destacar e recompensar internamente as idéias de seus funcionários. Através da emulação coletiva, a Kiabi permite o surgimento de novos conceitos rentáveis para ambas as partes (empresa e funcionário) como pyjamasandco.fr ou disguiseandco.fr.
Em 2018, a Kiabi é a única empresa francesa classificada na categoria de multinacionais pela Great Place To Work em seu ranking Best Workplaces Europe.